# Web-tv

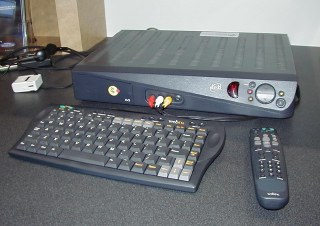

Web-tv is een manier om via het televisiescherm te kunnen surfen op het internet. Vooral in de Verenigde Staten, Canada en Japan is dit populair. Hiervoor is een telefoonlijn, een web-tv-provider, een web-tv-device en een web-tv-afstandsbediening of -toetsenbord nodig.
Web-tv wordt ook gebruikt als term voor het bekijken van videobeelden via het internet. De streaming-media-techniek maakt het mogelijk om beelden al te bekijken terwijl het bestand nog wordt gedownload. Door het 'on demand' (op aanvraag) bekijken van beelden kan men programma's kijken wanneer men wil (wat nu ook al kan met harddiskrecorders, settopboxen en TiVo's). De toekomstverwachting is dat steeds meer televisiebeelden via crossmediaplatformen zoals internet of mobiele telefoon verspreid zullen worden.

## Soorten surfen via de tv
De apparaten om via het tv-scherm te kunnen surfen, worden in drie categorieën onderverdeeld:
- Web-tv Classic: www, e-mail, chat, messaging.
- Web-tv Plus: www, e-mail, chat, messaging, tv & surfen (PIP), interactieve tv, televisiegidsen, automatische vcr-programmering etc.
- Ultimate TV: Ultimate TV heeft dezelfde eigenschappen als Web-tv plus, maar met extra digitaal opgenomen televisie.

## Soorten tv-kijken via de pc
- Talloze webvideosites schieten als paddenstoelen uit de grond. Google Video en YouTube zijn de grootste, maar ook normale papieren- en tv-media bieden steeds vaker video's op hun website aan. De Nederlandse publieke omroep heeft sites als uitzendinggemist.nl en 3voor12.nl. Ook diverse commerciële Nederlandse tv-zenders bieden hun programma's via internet aan. Naast het aanbieden van het terugkijken van programma's gaan ook steeds meer zenders hun zenders online aanbieden door middel van een live stream. Enkele web-tv-portalen bieden een overzicht van deze livestreams van Nederlandse tv zenders.